# Вірменія на зимових Олімпійських іграх 2018
Вірменія на зимових Олімпійських іграх 2018, що проходили з 9 по 25 лютого 2018 у Пхьончхані (Південна Корея), була представлена 3 спортсменами (двома чоловіками та однією жінкою) в 2 видах спорту: гірськолижний спорт та лижні перегони. Прапороносцем на церемоніях відкриття і закриття Олімпіади став лижник Мікаєль Мікаєлян.
Вірменія усьоме взяла участь у зимовій Олімпіаді. Вірменські спортсмени не завоювали жодної медалі.

## Спортсмени
| Вид спорту          | Чоловіки | Жінки | Всього |
| ------------------- | -------- | ----- | ------ |
| Гірськолижний спорт | 1        | 0     | 1      |
| Лижні перегони      | 1        | 1     | 2      |
| Всього              | 2        | 1     | 3      |

## Гірськолижний спорт
На момент проведення Олімпіади в Пхьончхані Ашоту Карапетяну було 18 років, і він дебютував на Олімпіаді. Перед змаганням він зламав свої єдині лижі і думав про відмову від змагань. Національний олімпійський комітет Вірменії відправив йому нову пару лиж до Пхьончана вчасно до його першого змагання. 22 лютого 2018 року Карапетян фінішував у слаломі серед чоловіків на 42-му місці, зайнявши 50-е місце в першому заїзді та 41-е в другому заїзді.
| Спортсмен      | Дисципліна       | Спуск 1 | Спуск 1 | Спуск 2 | Спуск 2 | Разом   | Разом            |
| Спортсмен      | Дисципліна       | Час     | Місце   | Час     | Місце   | Місце   | Підсумкове місце |
| -------------- | ---------------- | ------- | ------- | ------- | ------- | ------- | ---------------- |
| Ашот Карапетян | слалом, чоловіки | 1:02.47 | 50      | 1:05.61 | 41      | 2:08.08 | 42               |

## Лижні перегони
| Дисципліна       | Спортсмен                       | Дистанція | Дистанція   |       |
| Дисципліна       | Спортсмен                       | Час       | Відставання | Місце |
| ---------------- | ------------------------------- | --------- | ----------- | ----- |
| Мікаєль Мікаєлян | 15 км вільним стилем (чоловіки) | 39.01.4   | +5:17.5     | 83    |
| Катя Галстян     | 10 км вільним стилем (жінки)    | 30.25.1   | +5:24.6     | 72    |

Спринт
| Спортсмен        | Дисципліна       | Кваліфікація | Кваліфікація | Чвертьфінал | Чвертьфінал | Півфінал   | Півфінал   | Фінал      | Фінал      |
| Спортсмен        | Дисципліна       | Разом        | Місце        | Разом       | Місце       | Разом      | Місце      | Разом      | Місце      |
| ---------------- | ---------------- | ------------ | ------------ | ----------- | ----------- | ---------- | ---------- | ---------- | ---------- |
| Мікаєль Мікаєлян | чоловічий спринт | 3:37.40      | 72           | не пройшов  | не пройшов  | не пройшов | не пройшов | не пройшов | не пройшов |